# Подпорожский район
Подпоро́жский райо́н — территориальное и муниципальное образование в северо-восточной части Ленинградской области.
Административный центр — город Подпорожье, отсюда название района. Был образован в сентябре 1927 года. С 1963 по 1965 годы входил в состав Лодейнопольского сельского района.

## География
Площадь района — 7,83 тыс. км², что составляет 10,46 % площади области. По этому показателю район занимает первое место в регионе.
Граничит:
- на севере — с республикой Карелией (Олонецкий, Пряжинский и Прионежский районы);
- на юго-востоке — с Вологодской областью (Вытегорский и Бабаевский районы);
- на юге — с Тихвинским муниципальным районом;
- на юго-западе — с Лодейнопольским муниципальным районом.

Расстояние от административного центра района до Санкт-Петербурга — 275 км.
С востока территория района омывается водами Онежского озера.

## История
После екатерининской административной реформы территория нынешнего Подпорожского района вошла в состав Олонецкой и Новгородской губерний. К Новгородской губернии относилась крайне незначительная по территории южная часть района к югу от р. Оять (с. Мягозеро, Пёлдуши и некоторые другие). Основная часть района южнее Свири входила в состав Лодейнопольского уезда Олонецкой губернии, а «засвирская» часть — в состав Петрозаводского уезда этой же губернии. В 1796 году Олонецкая губерния была упразднена, почти вся её территория вошла в состав Новгородской губернии, межуездные границы были также изменены, однако уже в 1802 году статус-кво екатерининского времени был полностью восстановлен.
В 1922 году после окончательной ликвидации Олонецкой губернии её южные уезды, Лодейнопольский и Вытегорский, были переданы в состав Петроградской, с 1924 по 1927 год — Ленинградской губернии.
Подпорожский район образован 1 августа 1927 года одновременно с образованием Ленинградской области. В состав района были включены следующие административные единицы упразднённого одновременно Лодейнопольского уезда Ленинградской губернии:
- Подпорожская волость (16 сельсоветов);
- из Остречинской волости — Велико-Наволоцкий и Волостно-Наволоцкий сельсоветы.

Площадь территории района первоначально составила 2538 км². Район входил в состав Лодейнопольского округа Ленинградской области, после ликвидации округов (постановление ЦИК и СНК СССР от 23 июля 1930 года) вошёл непосредственно в область.
В состав района первоначально входили 18 сельсоветов, после укрупнения 1928 года их число уменьшилось до 15:
- Важинский
- Великонаволоцкий
- Волостнонаволоцкий
- Гоморовический
- Каковский
- Мятусовский
- Пагаченский
- Пидемский
- Подпорожский
- Согинский
- Тереховский
- Усланский
- Хевронский (Хевроньинский)
- Шеменский
- Яндебский.

С 1 сентября 1932 по 31 августа 1938 года в связи со строительством Верхне-Свирской ГЭС районный центр временно находился в селе Важины.
Постановлением Президиума ВЦИК от 5 июля 1937 года райцентр Подпорожье был отнесён к категории рабочих посёлков. Вскоре после этого Подпорожский сельсовет был переименован в Яндебский сельсовет.
В период Великой Отечественной войны территория района являлась театром военных действий. К октябрю 1941 года финские войска вышли на рубеж реки Свирь, а в верхнем течении и форсировали её, выйдя на линию р. Ошта — оз. Шокшозеро — Свирьстрой и оккупировав северную часть района. В дальнейшем до лета 1944 года активных боевых действий на территории Подпорожского района не велось. В конце июня 1944 года в ходе Выборгско-Петрозаводской наступательной операции войска Карельского фронта вынудили финнов отступить на северо-запад и Подпорожский район был освобождён от войск противника.
В 1949 году статус рабочего посёлка присвоен посёлку Никольский.
Указом Президиума Верховного Совета РСФСР от 3 апреля 1954 года в состав района вошла территория упразднённого Вознесенского района. Вместе с этим районом в Подпорожский район вошли рабочий посёлок Вознесенье и следующие 6 сельсоветов:
- Вознесенский
- Гакручейский
- Гиморецкий
- Кузринский
- Шустручейский
- Юксовский.

Указом Президиума Верховного Совета РСФСР от 16 июня 1954 года в Подпорожском районе упразднены следующие сельсоветы: а) Пагачинский, б) Мятусовский (вошли в состав Хевроньинского сельсовета), в) Усланский (вошёл в состав Важинского сельсовета), г) Великонаволокский (вошёл в состав Пидемского сельсовета). Гакручейский и Кузринский сельсоветы объединены в одну административную единицу, с присвоением наименования — Вязостровский сельсовет.
В 1956 году районный центр Подпорожье получил статус города районного подчинения.
Указом Президиума Верховного Совета РСФСР от 1 февраля 1963 года Подпорожский район был упразднён, его территория была включена в состав Лодейнопольского сельского района. При этом город Подпорожье был отнесён к категории городов областного подчинения, его городской Совет депутатов трудящихся был передан в подчинение Ленинградскому областному (промышленному) Совету депутатов трудящихся.
Указом Президиума Верховного Совета РСФСР от 12 января 1965 года Подпорожский район был восстановлен, причём его территория увеличилась за счёт упразднённого в 1963 году Винницкого района. В составе Винницкого района в Подпорожский район вошли следующие сельсоветы:
- Винницкий
- Гонгинский
- Каргинский
- Ладвинский
- Мягозерский
- Нёмжинский
- Озёрский
- Пёлдушский
- Чикозерский
- Ярославский.

При восстановлении Подпорожского района районный Совет в нём создан не был, а функции управления районом были возложены на городской Совет Подпорожья. Таким образом, с 1965 года и до конца советского периода Подпорожский район оставался лишь территориальной единицей в составе Ленинградской области.
В 1965 году упразднены следующие сельсоветы: а) Вознесенский (населённые пункты переданы в подчинение Вознесенскому поссовету); б) Вязостровский (присоединён к Юксовскому сельсовету); в) Гоморовический (присоединён к Шеменскому сельсовету); г) Гонгинский; д) Чикозерский (присоединены к Винницкому сельсовету); е) Каргинский (присоединён к Ярославскому сельсовету); ж) Согинский (присоединён к Важинскому сельсовету); з) Яндебский (населённые пункты переданы в подчинение Подпорожскому горсовету).
В 1967 году Ладвинский и Мягозерский сельсоветы объединены в один сельсовет, с присвоением наименования — Курбинский сельсовет. Одновременно упразднены Нёмжинский и Пёлдушский сельсоветы (присоединены к Озёрскому сельсовету).
В 1968 году Волостнонаволокский и Пидемский сельсоветы объединены в один сельсовет, с присвоением наименования — Токарский сельсовет. Одновременно упразднён Хевронский сельсовет, его территория включена в состав Важинского сельсовета.
Решением Леноблисполкома от 31 декабря 1970 года статус рабочего посёлка присвоен селу Важины. В 1971 году Важинский сельсовет упразднён, населённые пункты, не вошедшие в черту рабочего посёлка, были объединены в составе Курповского сельсовета.
Постановлением губернатора Ленинградской области № 6-пг от 10 мая 1995 года упразднены Шустручейский и Юксовский сельсоветы, их населённые пункты переданы в подчинение администрации рабочего посёлка Вознесенье.
В 1996 году район получил статус муниципального образования. 1 января 2006 года в его составе были образованы городские и сельские поселения.

## Население
| 1926    | 1939    | 1945    | 1959    | 1970    | 1979    | 1989    | 2002    | 2006    |
| ------- | ------- | ------- | ------- | ------- | ------- | ------- | ------- | ------- |
| 50 374  | ↘29 482 | ↘17 422 | ↗45 976 | ↘44 646 | ↘42 575 | ↘41 432 | ↘14 845 | ↗32 900 |
| 2009    | 2010    | 2011    | 2012    | 2013    | 2014    | 2015    | 2016    | 2017    |
| ↘32 016 | ↘31 753 | ↘31 682 | ↘31 393 | ↘31 081 | ↘30 784 | ↘30 523 | ↘30 213 | ↘29 732 |
| 2018    | 2019    | 2020    | 2021    | 2023    | 2024    | 2025    |         |         |
| ↘28 924 | ↘28 263 | ↘27 689 | ↘26 147 | ↘25 508 | ↘25 067 | ↘24 820 |         |         |

Район заселён крайне слабо. Плотность населения составляет 4,1 человека/км², плотность же сельского населения — лишь 0,7 человека/км². По последнему показателю район занимает последнее место в Ленинградской области и по принятой в современной общественно-географической литературе классификации, относится к незаселённым территориям.

### Урбанизация
В городских условиях (город Подпорожье, пгт Вознесенье, Никольский и Важины) проживают 89,61 % населения района.
|                     | 1926  | 1939  | 1945  | 1959  | 1970  | 1979  | 1989  | 2002  | 2010  |
| ------------------- | ----- | ----- | ----- | ----- | ----- | ----- | ----- | ----- | ----- |
| Всего по району     | 50374 | 63283 | 17422 | 45976 | 44646 | 42575 | 41432 | 35199 | 31757 |
| Городское население | —     | 20344 | 5225  | 23285 | 26418 | 32608 | 33327 | 29001 | 26808 |
| город Подпорожье    | —     | 13335 | 4334  | 17638 | 21545 | 23901 | 23295 | 20312 | 18696 |
| пгт Вознесенье      | —     | 7009  | 891   | 3302  | 3154  | 2960  | 3123  | 2817  | 2673  |
| пгт Никольский      | —     | —     | —     | 2345  | 1719  | 1751  | 2953  | 2931  | 2801  |
| пгт Важины          | —     | —     | —     | —     | —     | 3996  | 3956  | 2941  | 2638  |
| Сельское население  | 50374 | 42939 | 12197 | 22691 | 18228 | 13963 | 8105  | 6198  | 4959  |

### Национальный состав
По данным переписи 2002 года этническая структура населения района выглядела следующим образом:
| Национальности | Численность | %     |
| -------------- | ----------- | ----- |
| Всего          | 35157       | 100   |
| русские        | 32069       | 91,21 |
| вепсы          | 1226        | 3,49  |
| украинцы       | 450         | 1,28  |
| белорусы       | 414         | 1,18  |
| карелы         | 228         | 0,65  |
| прочие         | 770         | 2,19  |

В Подпорожском районе сосредоточено абсолютное большинство — 60,7 % вепсского населения Ленинградской области. Основная масса вепсов района проживает в его южной части, в пределах Винницкого сельского поселения (в основном в его южной и юго-западной частях). В прошлом вепсское население было более многочисленным, а его ареал обширнее:
|                          | 1926  | 1939  | 1959 |
| ------------------------ | ----- | ----- | ---- |
| Численность вепсов       | 9167  | 8050  | 4569 |
| в %% от населения района | 18,20 | 12,72 | 9,94 |

Длительное сокращение численности вепсов в районе обуславливалось в основном тремя факторами — ассимиляцией, массовой эмиграцией, обусловленной периферийным положением района, а также демографической убылью. Учитывая современное демографическое положение вепсов района, можно с уверенностью предполагать, что процесс сокращения их численности продолжится и в дальнейшем. В настоящее время вепсы абсолютно преобладают лишь в небольшом числе мелких населённых пунктов, расположенных на периферии низовых административных единиц. Основная масса вепсского населения сосредоточена в крупных сельских центрах, однако удельный вес вепсов в населении этих пунктов весьма невелик.
По итогам переписи населения 2020 года проживали следующие национальности (национальности менее 0,1 % и другое, см. в сноске к строке «Другие»):
| Национальность | Численность, чел. | Доля     |
| -------------- | ----------------- | -------- |
| Русские        | 23 776            | 90,93 %  |
| Вепсы          | 518               | 1,98 %   |
| Украинцы       | 170               | 0,65 %   |
| Белорусы       | 101               | 0,39 %   |
| Карелы         | 69                | 0,26 %   |
| Татары         | 41                | 0,16 %   |
| Молдаване      | 36                | 0,14 %   |
| Узбеки         | 35                | 0,13 %   |
| Гагаузы        | 28                | 0,11 %   |
| Другие         | 1373              | 5,25 %   |
| Итого          | 26 147            | 100,00 % |

## Муниципально-территориальное устройство
Распределение населения района:
 Подпорожье (61,74 %) Никольский  (9,67 %) Важины (9,46 %) Вознесенье  (8,73 %) Винницы (8,30 %) Остальные (2,1 %)
Подпорожский муниципальный район как административно-территориальная единица делится на 5 поселений, как муниципальное образование — включает 5 муниципальных образований нижнего уровня, в том числе 4 городских поселения и 1 сельское поселение.
| № | Поселение                        | Административный центр       | Количество населённых пунктов | Население (чел.) | Площадь (км²) |
| - | -------------------------------- | ---------------------------- | ----------------------------- | ---------------- | ------------- |
| 1 | Важинское городское поселение    | городской посёлок Важины     | 8                             | ↗2637            | 1044,00       |
| 2 | Вознесенское городское поселение | городской посёлок Вознесенье | 10                            | ↘2607            | 1722,00       |
| 3 | Никольское городское поселение   | городской посёлок Никольский | 2                             | ↘2445            | 23,50         |
| 4 | Подпорожское городское поселение | город Подпорожье             | 14                            | ↘15 655          | 2025,00       |
| 5 | Винницкое сельское поселение     | село Винницы                 | 38                            | ↘1476            | 2891,00       |

### Населённые пункты
В Подпорожском районе 72 населённых пункта.
| №  | Населённый пункт | Тип                  | Население | Муниципальное образование        |
| -- | ---------------- | -------------------- | --------- | -------------------------------- |
| 1  | Аверкиевская     | деревня              | ↘2        | Винницкое сельское поселение     |
| 2  | Алексеевская     | деревня              | ↗13       | Винницкое сельское поселение     |
| 3  | Бахарево         | деревня              | ↘15       | Винницкое сельское поселение     |
| 4  | Богданово        | деревня              | ↗1        | Вознесенское городское поселение |
| 5  | Важины           | городской посёлок    | ↗2349     | Важинское городское поселение    |
| 6  | Васильевская     | деревня              | ↗15       | Винницкое сельское поселение     |
| 7  | Великий Двор     | деревня              | ↘17       | Винницкое сельское поселение     |
| 8  | Верхние Мандроги | деревня              | ↗38       | Подпорожское городское поселение |
| 9  | Винницы          | село                 | ↘2059     | Винницкое сельское поселение     |
| 10 | Вознесенье       | городской посёлок    | ↗2168     | Вознесенское городское поселение |
| 11 | Волнаволок       | деревня              | →6        | Подпорожское городское поселение |
| 12 | Володарская      | деревня              | ↗3        | Вознесенское городское поселение |
| 13 | Гимрека          | деревня              | ↗91       | Вознесенское городское поселение |
| 14 | Гоморовичи       | деревня              | →4        | Подпорожское городское поселение |
| 15 | Грибановская     | деревня              | ↘22       | Винницкое сельское поселение     |
| 16 | Гришино          | деревня              | ↗29       | Важинское городское поселение    |
| 17 | Еремеевская      | деревня              | ↘17       | Винницкое сельское поселение     |
| 18 | Заозерье         | деревня              | ↘1        | Важинское городское поселение    |
| 19 | Заяцкая          | деревня              | →14       | Винницкое сельское поселение     |
| 20 | Зиновий Наволок  | деревня              | ↗13       | Винницкое сельское поселение     |
| 21 | Игнатовское      | посёлок              | ↗86       | Винницкое сельское поселение     |
| 22 | Ильинская        | деревня              | ↘0        | Винницкое сельское поселение     |
| 23 | Казыченская      | деревня              | ↗59       | Винницкое сельское поселение     |
| 24 | Кармановская     | деревня              | ↘63       | Винницкое сельское поселение     |
| 25 | Кезоручей        | деревня              | ↘29       | Подпорожское городское поселение |
| 26 | Кипрушино        | деревня              | ↗238      | Вознесенское городское поселение |
| 27 | Конец            | деревня              | ↗2        | Вознесенское городское поселение |
| 28 | Красный Бор      | деревня              | ↗265      | Вознесенское городское поселение |
| 29 | Кузра            | посёлок              | ↘91       | Винницкое сельское поселение     |
| 30 | Кузьминская      | деревня              | ↗3        | Винницкое сельское поселение     |
| 31 | Купецкое         | деревня              | ↗56       | Важинское городское поселение    |
| 32 | Курба            | посёлок              | ↘275      | Винницкое сельское поселение     |
| 33 | Курпово          | деревня              | ↗167      | Важинское городское поселение    |
| 34 | Лаврово          | деревня              | ↘6        | Винницкое сельское поселение     |
| 35 | Лашково          | деревня              | ↗7        | Винницкое сельское поселение     |
| 36 | Лукинская        | деревня              | ↘197      | Винницкое сельское поселение     |
| 37 | Макарьевская     | деревня              | ↘5        | Винницкое сельское поселение     |
| 38 | Мартемьяновская  | деревня              | ↘8        | Винницкое сельское поселение     |
| 39 | Матрёновщина     | деревня              | →1        | Винницкое сельское поселение     |
| 40 | Миницкая         | деревня              | ↘38       | Винницкое сельское поселение     |
| 41 | Мятусово         | деревня              | ↗9        | Подпорожское городское поселение |
| 42 | Некрасово        | деревня              | ↘1        | Винницкое сельское поселение     |
| 43 | Никольский       | городской посёлок    | ↘2400     | Никольское городское поселение   |
| 44 | Никулинская      | деревня              | →11       | Винницкое сельское поселение     |
| 45 | Норгино          | деревня              | ↗37       | Винницкое сельское поселение     |
| 46 | Ожеговская       | деревня              | ↗7        | Винницкое сельское поселение     |
| 47 | Пёлдуши          | деревня              | ↘4        | Винницкое сельское поселение     |
| 48 | Пертозеро        | деревня              | ↗5        | Подпорожское городское поселение |
| 49 | Пидьма           | деревня              | ↘20       | Подпорожское городское поселение |
| 50 | Плотично         | деревня              | ↘7        | Подпорожское городское поселение |
| 51 | Подпорожье       | город                | ↘15 324   | Подпорожское городское поселение |
| 52 | Посад            | деревня              | ↗39       | Подпорожское городское поселение |
| 53 | Родионово        | деревня              | ↘43       | Вознесенское городское поселение |
| 54 | Савинская        | деревня              | ↗12       | Винницкое сельское поселение     |
| 55 | Свирь            | посёлок ж.д. станции | ↘45       | Никольское городское поселение   |
| 56 | Соболевщина      | деревня              | ↗46       | Вознесенское городское поселение |
| 57 | Согиницы         | деревня              | ↗27       | Важинское городское поселение    |
| 58 | Средняя          | деревня              | →5        | Винницкое сельское поселение     |
| 59 | Токари           | посёлок              | ↗59       | Подпорожское городское поселение |
| 60 | Тумазы           | деревня              | ↘6        | Винницкое сельское поселение     |
| 61 | Ульино           | деревня              | ↘16       | Важинское городское поселение    |
| 62 | Усланка          | деревня              | ↗38       | Важинское городское поселение    |
| 63 | Фёдоровская      | деревня              | ↘4        | Винницкое сельское поселение     |
| 64 | Феньково         | деревня              | →8        | Винницкое сельское поселение     |
| 65 | Хевроньино       | деревня              | ↗69       | Подпорожское городское поселение |
| 66 | Холодный Ручей   | деревня              | ↘6        | Винницкое сельское поселение     |
| 67 | Чурручей         | деревня              | →0        | Винницкое сельское поселение     |
| 68 | Шеменичи         | село                 | ↗129      | Подпорожское городское поселение |
| 69 | Шондовичи        | деревня              | ↗49       | Винницкое сельское поселение     |
| 70 | Щелейки          | деревня              | ↘34       | Вознесенское городское поселение |
| 71 | Яндеба           | деревня              | ↘11       | Подпорожское городское поселение |
| 72 | Ярославичи       | деревня              | ↗187      | Винницкое сельское поселение     |

### Упразднённые населённые пункты
28 декабря 2004 года в связи с отсутствием жителей был упразднён посёлок при железнодорожной станции Челма.

## Экономика
На территории Подпорожского района по состоянию на 01.01.2020 года осуществляют деятельность 7 крупных и средних промышленных предприятий, 199 малых и микропредприятий предприятий и 629 индивидуальных предпринимателей. Экономика района имеет преимущественно промышленный характер. В структуре промышленности наибольший удельный вес занимают предприятия обрабатывающих производств — 62,9%.
В сельском хозяйстве на 01.01.2020 года действуют 5 предприятий рыбохозяйственного комплекса; 2 индивидуальных предпринимателя, 2 предприятия пищевой промышленности; 1 предприятие, занимающееся пчеловодством; 5 крестьянских подсобных хозяйств населения. Наиболее перспективная и динамично развивающаяся отрасль агропромышленного комплекса — рыбоводство.

## Транспорт

### Автомобильные дороги

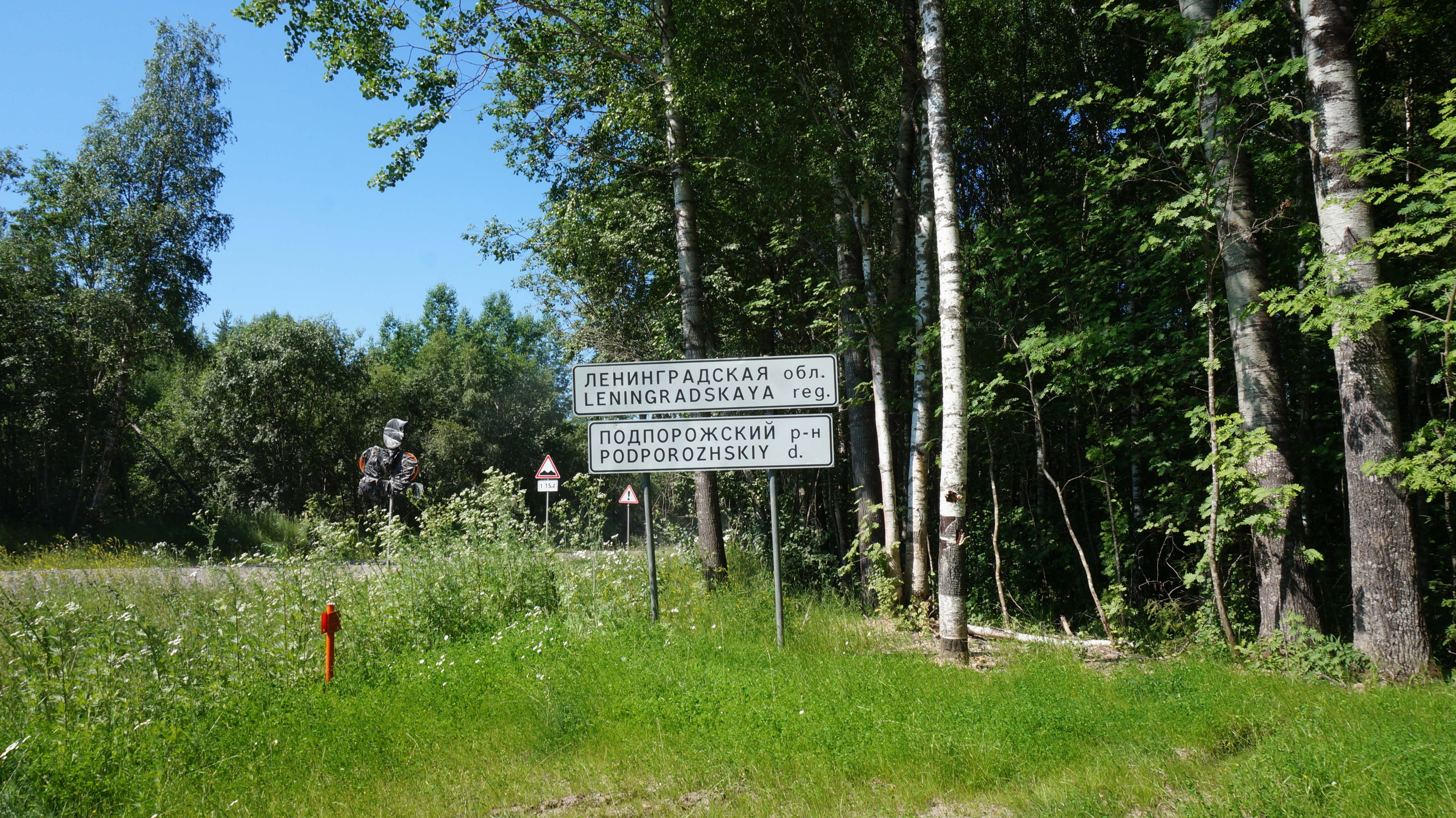
Въезд в Подпорожский район со стороны Вытегры.

По территории района проходят автодороги:
- А215 (Лодейное Поле — Брин-Наволок)
- 41К-016 (Станция Оять — Плотично)
- 41К-147 (Петрозаводск — Ошта)
- 41К-148 (Подпорожье — Граница с республикой Карелия)
- 41К-149 (Подпорожье — Курпово)
- 41К-150 (Бараны — Вознесенье)
- 41К-255 (подъезд к пос. Никольский)
- 41К-713 (Винницы — Казыченская)
- 41К-714 (Лукинская — Пелдуши)
- 41К-715 (Курба — Миницкая)
- 41К-717 (подъезд к деревне Шондовичи)
- 41К-722 (Пеложи  — Пидьма)
- 41К-727 (Подпорожье — Лаптевщина)
- 41К-731 (подъезд к деревне Чикозеро)
- 41К-733 (подъезд к деревне Кузьминская)
- 41К-734 (подъезд к деревне Матрёновщина)
- 41К-736 (Немжа — Еремеевская)
- 41К-738 (подъезд к деревне Лашково)
- 41К-739 (Макарьевская — Васильевская)
- 41К-740 (подъезд к деревне Ильинская)
- 41К-742 (подъезд к посёлку Игнатовское)
- 41К-747 (подъезд к деревне Гришино)

## Достопримечательности
В Подпорожском районе находятся 126 историко-архитектурных памятников, в том числе 64 памятника деревянного зодчества, многие из которых нуждаются в реставрации:
- Воскресенская церковь, посёлок Важины — 1630 г., перестроена в XIX веке.
- Церковь Рождества Богородицы, деревня Гимрека — 1659 г.
- Георгиевская церковь, дер. Родионово (Юксовичи) — 1493 г.
- Никольская церковь, дер. Согиницы — 1696 г.
- Дмитриевская церковь, село Щелейки — 1783 г.
- Фоминская церковь, деревня Красный Бор — 1871 г.
- Часовня Петра и Павла, деревня Заозерье — XIX век.
- Уникальные церкви и часовни в дер. Гоморовичи, Шеменичи, Шустручей, Посад и других.
- В Подпорожском районе расположена туристическая деревня Верхние Мандроги.
- Село Винницы в Подпорожском районе — географический центр территории проживания вепсов. Каждый год в Винницах проходит вепсский фольклорный праздник «Древо жизни».
- Верхнесвирская ГЭС.

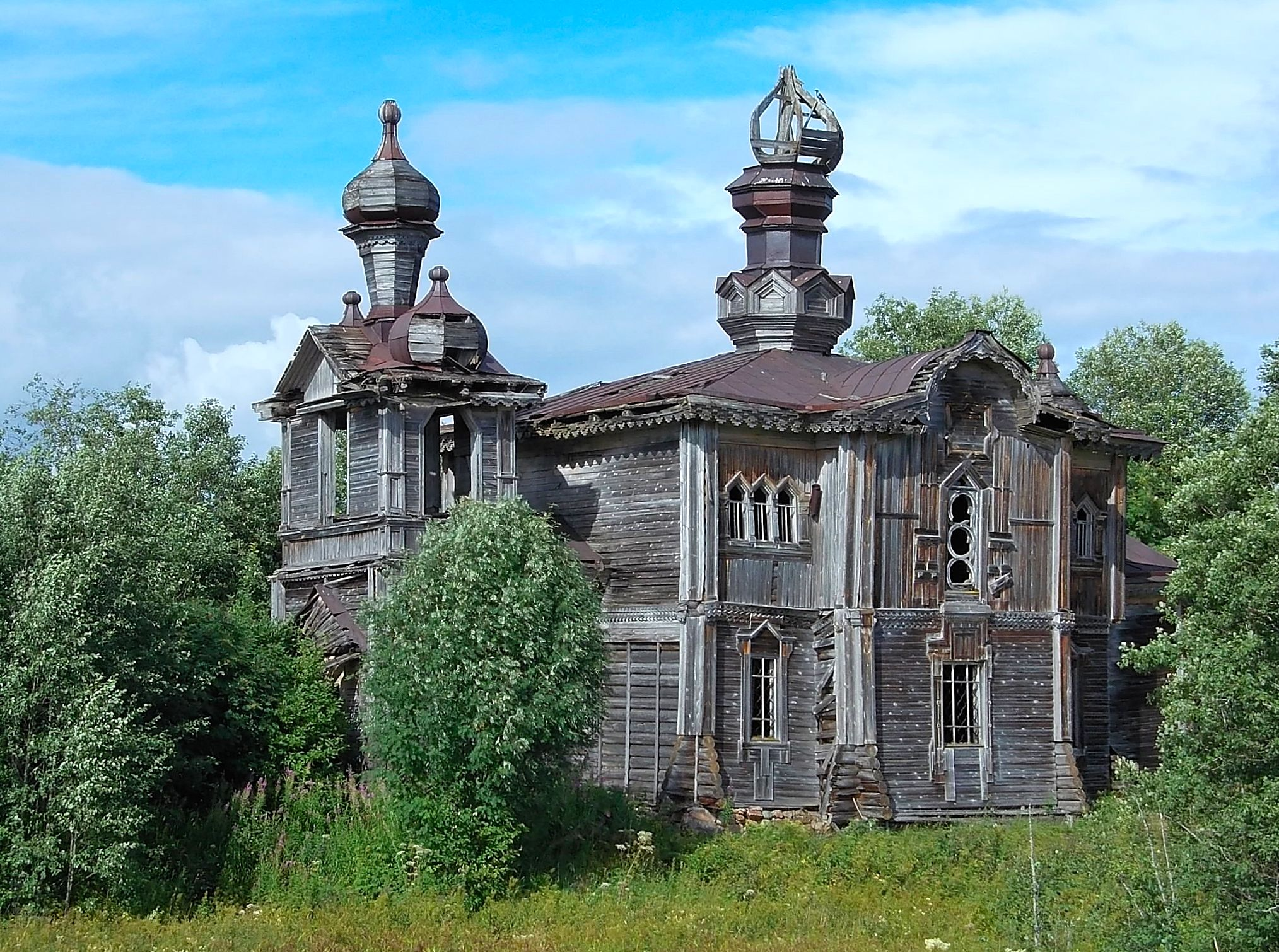
Нуждающаяся в реставрации церковь пророка Елисея в д. Яковлевская
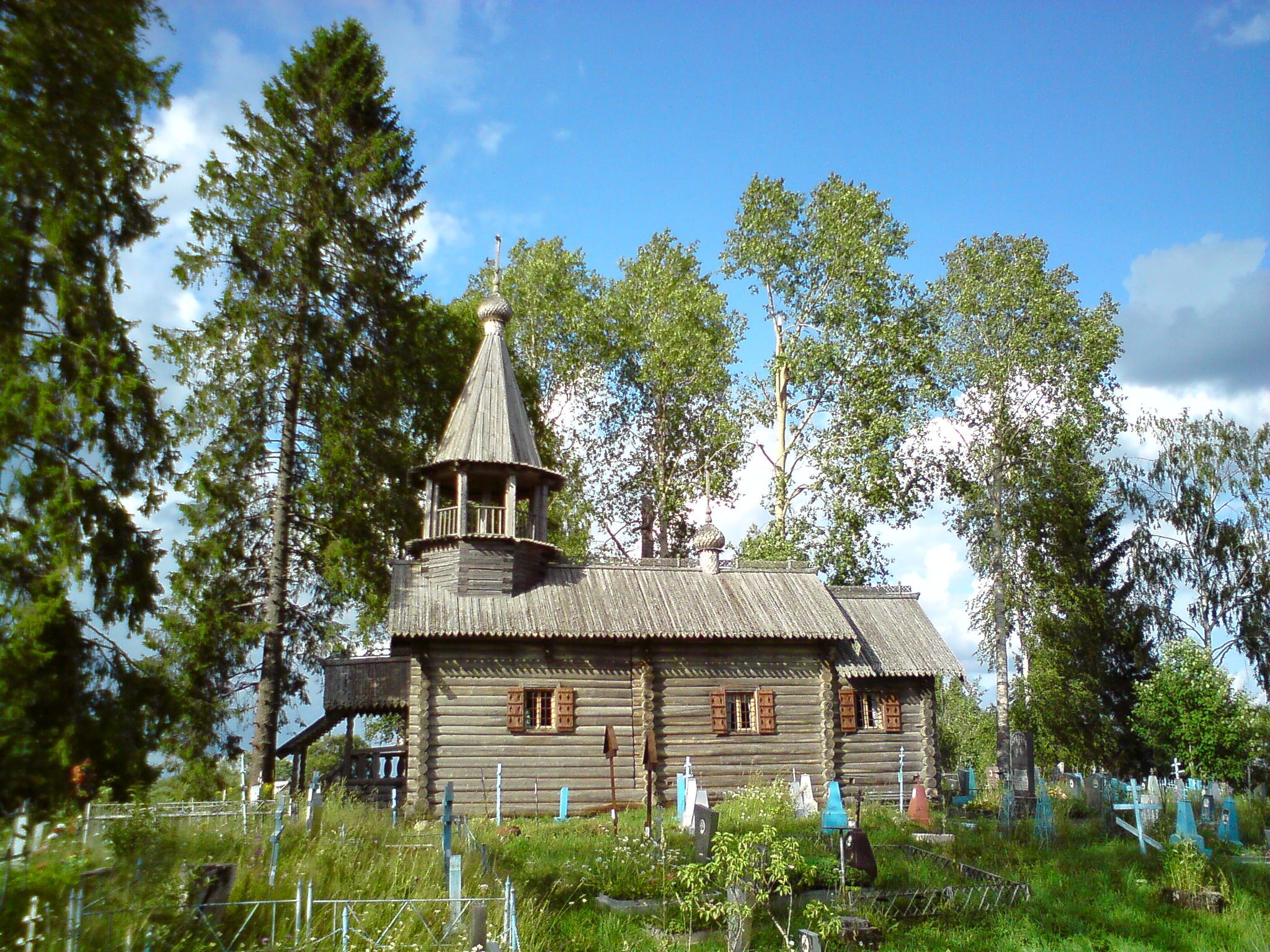
Церковь святителя Афанасия Великого Александрийского (XIX век) в д. Посад
Памятный знак, установленный на рубеже обороны района 1941 года
60°49′42″ с. ш. 33°50′51″ в. д.HGЯO

## Знаменитые люди района

### Герои Советского Союза
- Волков, Иван Архипович. Сайт «Герои страны». (1914—1942);
- Гнаровская, Валерия Осиповна. Сайт «Герои страны». (1923—1943);
- Исаков, Василий Григорьевич. Сайт «Герои страны». (1914—1945);
- Кудрин, Иван Степанович. Сайт «Герои страны». (1921—1994);
- Лисицына, Анна Михайловна. Сайт «Герои страны». (1922—1942);
- Мелентьева, Мария Владимировна. Сайт «Герои страны». (1924—1943);
- Осиев, Николай Петрович. Сайт «Герои страны». (1920—1992);
- Смирнов, Иван Фёдорович. Сайт «Герои страны». (1919—1943);
- Спирин, Василий Романович. Сайт «Герои страны». (1926—1992);
- Полещук, Василий Лукьянович. Сайт «Герои страны». (1918—1952);
- Полыгалов, Василий Афанасьевич. Сайт «Герои страны». (1921—2007);

### Полный кавалер ордена Славы
- Трифонов Андрей Алексеевич (1919—1986)

### Известные жители
- Дюжев Юрий Иванович (род. 1937) — учёный-литературовед, писатель, Заслуженный деятель науки Карельской АССР (1990), Заслуженный работник культуры Российской Федерации (1998);
- Королёв Михаил Васильевич (1903—1968) — инженер-контр-адмирал, начальник Севастопольского высшего военно-морского инженерного училища, участник Великой Отечественной войны;
- Максимов Александр Михайлович (1901—1952) — советский военный деятель, Генерал-лейтенант (1945 год);
- Рянжин Валентин Анатольевич (1928—2006) — видный ученый-юрист, профессор, доктор юридических наук;
- Тютрюмов Александр Аркадьевич (1959) — российский актёр театра и кино, предприниматель.